# Ajuga reptans
Ajuga reptans é uma espécie de planta com flor pertencente à família Lamiaceae.
A autoridade científica da espécie é L., tendo sido publicada em Species Plantarum 2: 561. 1753.
Os seus nomes comuns são ajuga, ajuga-rasteira, bugula, búgula, bugula-reptante, búgula-reptante, consolda-média, cansolda-média, consolda-mediana, língua-de-boi, erva-férrea, erva-de-são-lourenço, viuvinha, erva-corocha ou erva-carocha.
Descrição : Planta da família das Lamiaceae, também conhecida como ajugaíba, búgula, consolda média, erva de são léo, erva de são-lourenço, erva férrea, jujuba, língua de boi.
É uma planta perene, de crescimento lento, as folhas inferiores, roxas, são oblongas, obtusas, com bordas suavemente dentadas, e dessa massa colorida e rasteira, caules de até 20 centímentros que florescem no início do verão.
Flores roxo-azuladas crescem em espiral ao redor de uma espiga, e entre elas nascem folhas pequenas da mesma cor, o que dá à planta inteira um tom azulado.
No fim do verão, as folhas mudam de cor, ficando verde-escuras manchadas de violeta.
Certa variedades tem folhas verdes e flores cor-de-rosa.
As raízes formam novas plantas toda primavera, de modo que é muito fácil criar um canteiro de ajuga.
Ela é muito usada em forração substituindo o gramado.
Parte utilizada: Planta toda.
Origem: Ásia, Europa
Princípios Ativos: Antocianinas, saponina, sais orgânicos, taninos.
Propriedades medicinais: Adstringente, amarga, anti-hemorroidal, anti-inflamatória, aromática, carminativa, cicatrizante, colagoga, diurética, estomacal, febrífuga, hemostática, laxativa, narcótico (de efeito moderado), sedativa, tônica, vulnerária.
Indicações: Amigdalite, articulações inflamadas, constipação intestinal, disfunções biliares, disfunções da circulação sanguínea, efeitos do excesso de bebidas alcoólicas, feridas, fístulas, gangrenas, hemorragias, úlceras.
Contraindicações/cuidados: Preferencialmente fazer uso externo, devido efeito narcótico moderado.
Em doses elevadas detecta-se efeito narcótico e tônico do coração.
Modo de usar:
- infusão da planta: hemorragias, disfunções da circulação sanguínea, disfunções biliares, constipação, efeitos do excesso de bebidas alcoólicas;
- decocção da planta: amigdalite.
- compressas: curar feridas, úlceras, gangrenas, fístulas e articulações inflamadas.
- raiz: maior poder adstringente.

## Portugal
Trata-se de uma espécie presente no território português, nomeadamente em Portugal Continental.
Em termos de naturalidade é nativa da região atrás indicada.

## Proteção
Não se encontra protegida por legislação portuguesa ou da Comunidade Europeia.